# Einschienenbahn Gattschina

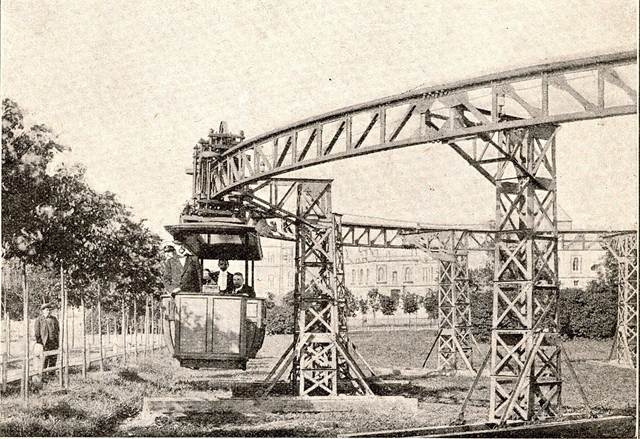
Einschienenbahn Gattschina

Die Einschienenbahn Gattschina war eine im Jahr 1900 in Betrieb genommene, 200 Meter lange Hängebahn im Park des Schlosses Gattschina in Russland. Sie wurde von Ippolit W. Romanow errichtet und hatte einen Fahrweg an auffallend niedrigen Stützen.
Es war geplant, diese Bahn zu einer Fernbahn weiterzuentwickeln, welche die Städte Moskau und Sankt Petersburg verbinden sollte, was aber nie geschah. Nach Abschluss der Versuche wurde sie demontiert.